# Iván Zarutski

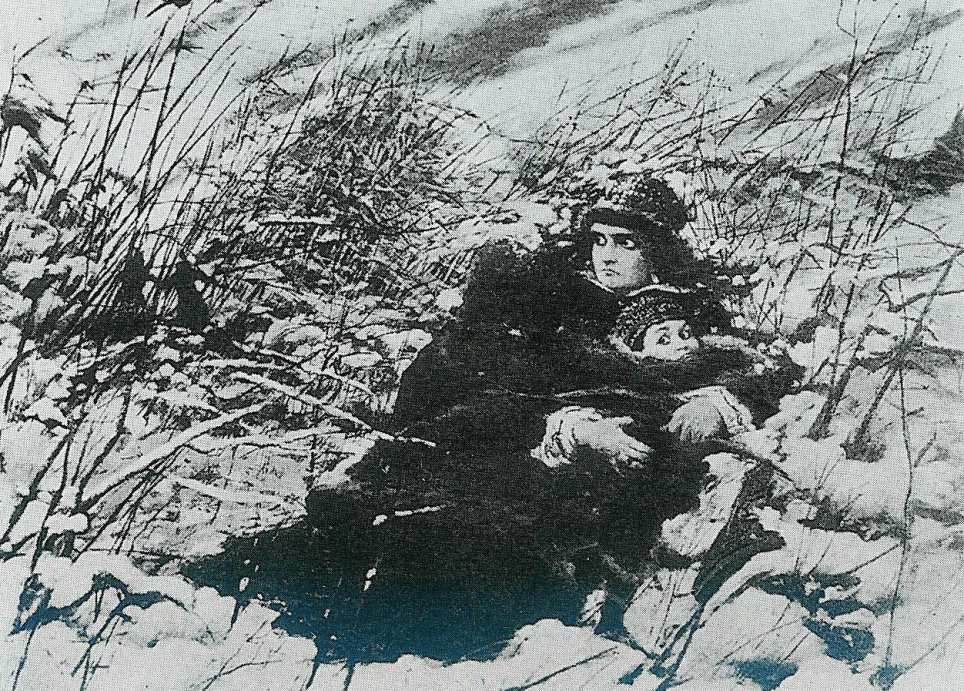
Huida de Marina Mniszech por las estepas en una pintura de Leon Wyczółkowski (1852-1936).

Iván Martýnovich Zarutski (en ruso: Иван Мартынович Заруцкий; muerto en 1614) fue un líder de los Cosacos del Don de principios del siglo XVII.
Entre 1606 y 1607, el atamán Zarutski y sus hombres tomaron parte en la Rebelión de Bolótnikov. Después de la derrota de Iván Bolótnikov en los alrededores de Moscú, Zarutski fue a Polonia para ponerse al servicio de Dimitri II y del rey polaco Segismundo III Vasa. Zarutski jugó un importante papel en la organización militar de Dimitri, participando en todas sus batallas, por lo que se le daría el título de boyardo.
Después de la muerte del impostor, Zarutski se casó con la viuda de Dimitri, Marina Mniszech, imponiéndose como objetivo el conseguir el trono del Zarato ruso para el hijo de esta, Iván. En enero de 1611, Zarutski se unió al Primer Ejército de Voluntarios del Pueblo, que había estado luchando contra los invasores polacos en Moscú bajo el mando de Prokopi Liapunov. Zarutski organizó el asesinato de Liapunov, convirtiéndose en el líder del ejército, aunque la mayoría de los siervos desertaron del ejército. Zarutski se quedó con una reducida tropa de cosacos, con los que no podía enfrentarse a otros rivales. El líder del Segundo Ejército de Voluntarios del Pueblo, Dmitri Pozharski alentó a la gente para unirse con el fin de no reconocer la autoridad de Iván, Marina y su hijo. Después de un intento de asesinato frustrado contra Pozharski por parte de Zarutski, este último tuvo que huir a Astracán debido a la deserción de sus partidarios y la aproximación del Ejército de Voluntarios a Moscú. En 1614, el pueblo de Astracán decidió que Zarutski y su banda no representaban el interés de los ciudadanos de la ciudad, de modo que se rebelaron contra él. Iván tuvo que huir nuevamente, esta vez hacia las estepas de la región cercana a los Urales, donde sería capturado con Marina y su hijo por una tropa de cosacos y entregados a las autoridades.
Zarutski y el niño Iván, de tres años, fueron ejecutados en Moscú en 1614, mientras que Marina murió poco después en prisión.